# Literatura Brasileira em Quadrinhos
Literatura Brasileira em Quadrinhos é uma coleção de romances gráficos com quadrinizações de obras clássicas da literatura brasileira. A coleção foi publicada entre 2004 e 2014 pelo selo Escala Educacional do Grupo Escala de Publicações.  Em 2009, lançou um spin-off, a coleção Literatura Mundial em Quadrinhos.
Em 2010, dez edições da coleção foram vendidas a um preço promocional pelo Jornal Extra da Infoglobo.

## Volumes da coleção
- Volume 1: O Triste Fim de Policarpo Quaresma de Lima Barreto por Ronaldo Antonelli (roteiro) e Francisco Vilachã  (desenhos (ISBN 9788537707661)
- Volume 2: Memórias Póstumas de Brás Cubas de Machado de Assis por Maria Sonia Barbosa (roteiro) e Sebastião Seabra (desenhos) (ISBN 9788537708224)
- Volume 3: O Enfermeiro de Machado de Assis por Francisco Vilachã (ISBN 9788576661948)
- Volume 4: A cartomante de Machado de Assis por Jô Fevereiro (ISBN 9788576661962)
- Volume 5: A Causa Secreta de por Machado de Assis por Jô Fevereiro (ISBN 9788576661986)
- Volume 6: Uns Braços de Machado de Assis por Francisco Vilachã (ISBN 9788576662006)
- Volume 7: O homem que sabia javanês de Lima Barreto por Jô Fevereiro (ISBN 9788576662020)
- Volume 8: Um músico extraordinário de Lima Barreto por Francisco Vilachã (ISBN 9788576662044)
- Volume 9: Miss Edith e seu tio de Lima Barreto por Francisco Vilachã (ISBN 9788576662068)
- Volume 10: A Nova Califórnia de Lima Barreto por Francisco Vilachã (ISBN 9788576662099)
- Volume 11: O Cortiço de Aluísio Azevedo por Ronaldo Antonelli (roteiro) e Francisco Vilachã (ISBN 9788576667957)
- Volume 12: Brás, Bexiga e Barra Funda de Antônio de Alcântara Machado por Jô Fevereiro (ISBN 9788576667964)
- Volume 13: Memórias de um Sargento de Milícias de Manuel Antônio de Almeida por Índigo (roteiro) e Bira Dantas (desenhos) (ISBN 9788576667971)
- Volume 14: O Alienista de Machado de Assis por Francisco Vilachã (ISBN 9788576667988)
- Volume 15: O Ateneu de Raul Pompéia por Ronaldo Antonelli (roteiro) e Bira Dantas (desenhos) (ISBN 9788537714294)
- Volume 16: Inocência de Visconde de Taunay por Ronaldo Antonelli (roteiro) e Francisco Vilachã (desenhos) (ISBN 9788537716649)
- Volume 17: A polêmica e outras histórias, adaptações dos contos A polêmica, A moça mais bonita do Rio de Janeiro, O espírito e In extremis de Artur de Azevedo por Ronaldo Antonelli (roteiro) e Francisco Vilachã (desenhos) (ISBN 9788537713822)
- Volume 18: A Moreninha de Joaquim Manuel de Macedo por Maria Sonia Barbosa (roteiro) e Sebastião Seabra (ISBN 9788537719718)
- Volume 19: Primórdios da Literatura Brasileira, adaptações de Carta a El-Rei D. Manuel de Pero Vaz de Caminha, Na aldeia de Guaraparim de José de Anchieta e Tratados da terra e gente do Brasil de Fernão Cardim por Ronaldo Antonelli (roteiro) e Francisco Vilachã (desenhos) (ISBN 9788537718599)